# Rasmus Enström
Rasmus Enström (17 listopada 1989 r.) – szwedzki unihokeista.

## Kariera klubowa
- Råby BK (1996-2005)
- MIK Västerås (2005-2009)
- IBF Falun (2009 –

## Sukcesy

### Klubowe
- Puchar Mistrzów IFF - (4 x ): 2013, 2014, 2015, 2017
- Mistrzostwo Szwecji - (7 x ): 2021/2022, 2020/2021, 2019/2020, 2016/2017, 2014/15; 2013/14; 2012/13;

### Reprezentacyjne
- Mistrzostwa Świata w Unihokeju - (4 x ): 2012, 2014, 2020, 2022
- Mistrzostwa Świata w Unihokeju - (2 x ): 2016, 2018

Szczegółowa tabela występów w reprezentacji.
- Unihokej na World Games:
  - (2 x ): 2017, 2022

| Turniej                        | Rok  | M  | B  | A  | Pkt |
| ------------------------------ | ---- | -- | -- | -- | --- |
| Mistrzostwa Świata w unihokeju |      | 36 | 36 | 21 | 57  |
|                                | 2022 | 6  | 2  | 1  | 3   |
|                                | 2020 | 6  | 2  | 1  | 3   |
|                                | 2018 | 6  | 7  | 2  | 9   |
|                                | 2016 | 6  | 3  | 3  | 6   |
|                                | 2014 | 6  | 7  | 7  | 14  |
|                                | 2012 | 5  | 15 | 7  | 22  |